# Карксі
Ка́рксі (ест. Karksi küla) — село в Естонії, у волості Мулґі повіту Вільяндімаа.

## Населення
Чисельність населення на 31 грудня 2011 року становила 440 осіб.

## Історія
З 13 лютого 1992 до 24 жовтня 2017 року село входило до складу волості Карксі, яка до 14 жовтня 1997 року мала назву Поллі.